# PC-speaker
PC-speaker är ett ljudsystem till PC-datorer som under 1980-talet var det enda ljud som fanns tillgängligt till dessa datorer. Systemet består av en inbyggd högtalare i datorn och kan bara spela upp en ton i taget, en ton av typen fyrkantsvåg.
Under 1990-talet ersattes PC-speakern av ljudkort, men den finns fortfarande kvar inbyggd i moderna PC-datorer, bland annat för att ge tydliga signaler till användaren vid hårdvarufel när datorn startas, i synnerhet eftersom datorn då kanske inte kan ge signal på något annat vis. Ett enda kort pip vid start indikerar oftast att allt är som det ska.

## PCM-ljud
Även om PC-speakern normalt bara kunde spela upp fyrkantsvågtoner hade vissa program, som Scream Tracker, Fast Tracker och även drivrutiner till Microsoft Windows möjlighet att spela upp PCM-ljud (waveljud) genom PC-speakern genom FM-syntes. Detta var knappast en teknik som tillämpades ofta, resultatet blir inte bra; proceduren är inte problemfri och volymen blir väldigt låg då högtalaren inte har någon resonanslåda utöver datorchassit.